# Biman Bangladesh Airlines
Pour les articles homonymes, voir BBC (homonymie).
Biman Bangladesh Airlines (code AITA : BG, code OACI : BBC) est la compagnie aérienne nationale du Bangladesh.

## Histoire

Ancien logo de la Biman Bangladesh Airlines

La Biman Bangladesh Airlines a été fondée le 4 janvier 1972, juste après l'indépendance du Bangladesh en 1971, avec un Douglas DC-3. Après s'être procuré deux Fokker F27, la compagnie a démarré ses opérations le 7 mars, avec des vols intérieurs depuis sa base à Dacca vers Chittagong et Sylhet. Peu après, un Boeing 707 rejoignit la flotte, ce qui permit à la compagnie de commencer à effectuer des vols internationaux.
À la fin des années 1970, la flotte était composée de 8 F27 et de 5 Boeing 707. Dans les années 1980, la flotte fut modernisée avec des Fokker F28-4000 en 1981, 3 McDonnell Douglas DC-10-30 en 1983 et un autre en 1989. Au début des années 1980, les vieux F27 furent remplacés par 2 nouveaux British Aerospace ATP pour les vols intérieurs et régionaux. En 1996 la compagnie acquit 2 Airbus A310-300 nouveaux et retira en 2004 les ATP.
À la fin des années 2000, Biman décida de moderniser et de rationaliser sa flotte en s'orientant vers des avions Boeing pour les moyens et longs-courriers. C'est ainsi que 4 Boeing 777-300ER rejoignirent la flotte en 2011 et 2014, 6 Boeing 737-800 entre 2015 et 2019 et 4 Boeing 787-8 en 2018-2019. En outre, 3 Dash 8-400 rejoignirent la flotte en 2020-2021 pour les vols domestiques et court-courrier.

## Flotte

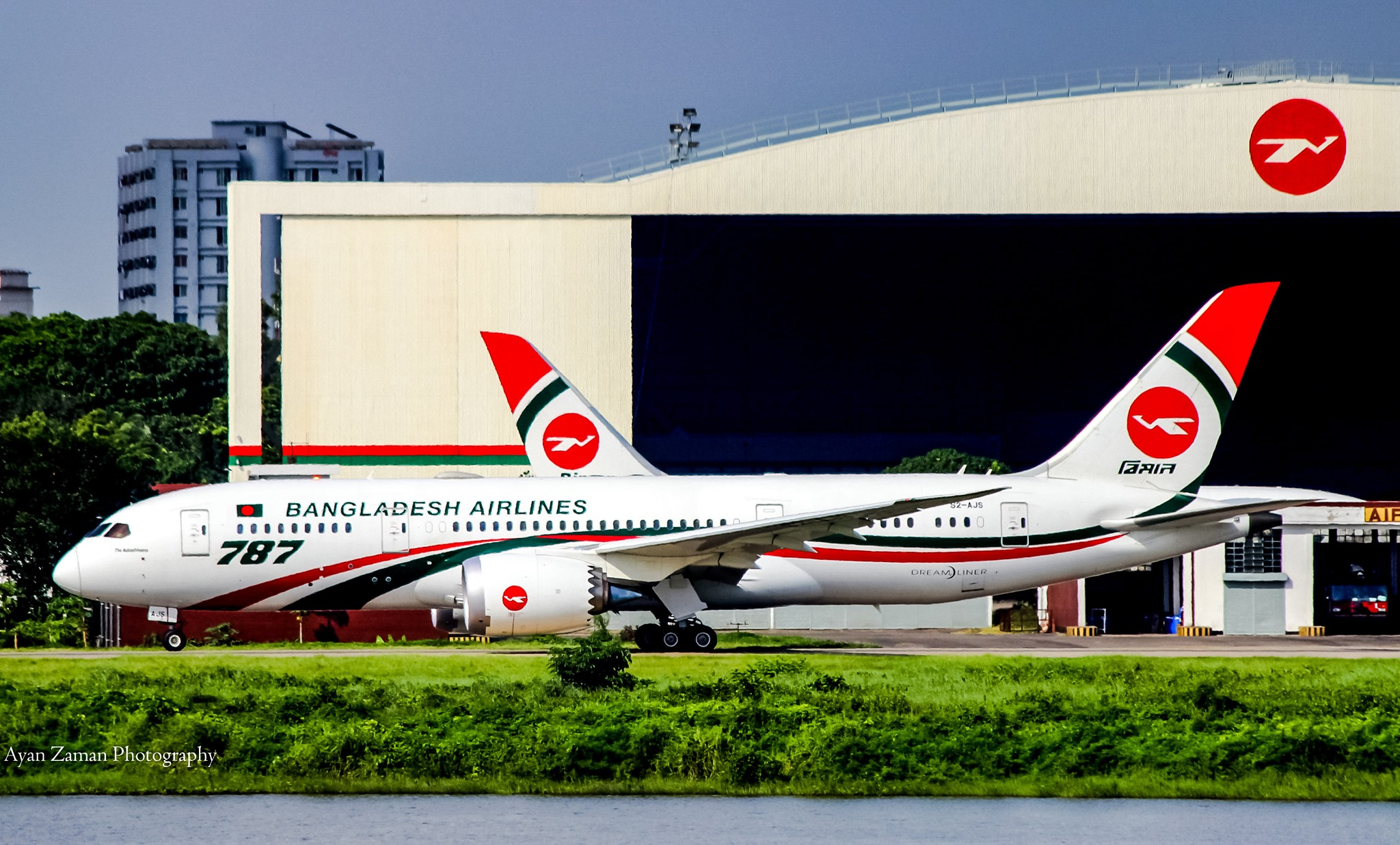
Biman Bangladesh Airlines, Boeing 787-8 Dreamliner

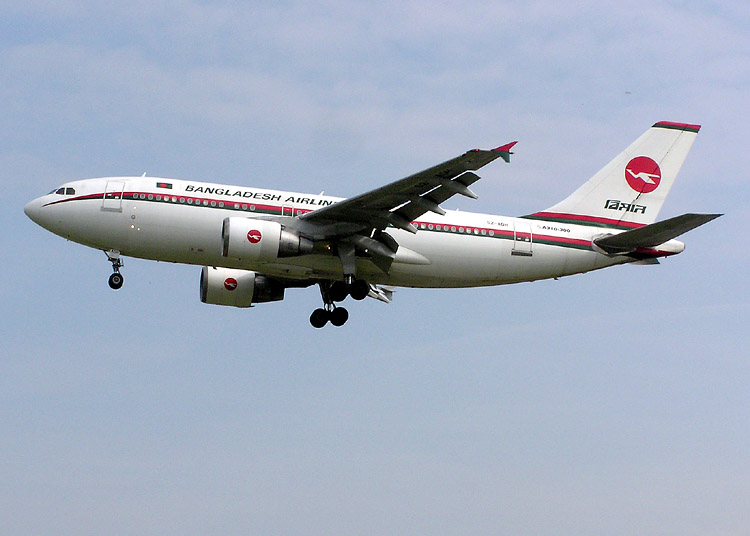
Un ancien Airbus 310-300 de la Biman

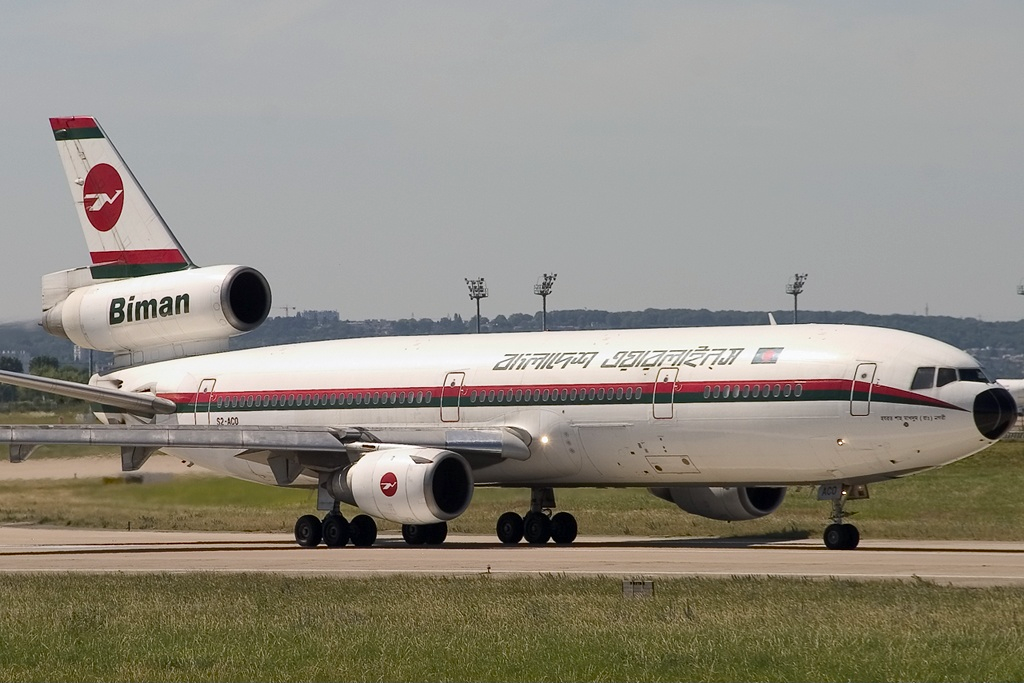
Un ancien DC-10 de Biman Bangladesh Airlines

En janvier 2023, la compagnie exploite les appareils suivants:
| Avion                  | En service | Commandes | Passagers | Passagers | Passagers | Remarques |  |
| Avion                  | En service | Commandes | C         | Y         | Total     | Remarques |  |
| ---------------------- | ---------- | --------- | --------- | --------- | --------- | --------- |  |
| Boeing 737-800         | 6          | —         | 12        | 150       | 162       |           |  |
| Boeing 777-300ER       | 4          | —         | 35        | 384       | 419       |           |  |
| Boeing 787-8           | 4          | —         | 24        | 247       | 271       |           |  |
| Boeing 787-9           | 2          | —         | 30        | 247       | 277       |           |  |
| Bombardier Dash 8 Q400 | 5          | —         | —         | 74        | 74        |           |  |
| Total                  | 21         | —         |           |           |           |           |  |

Dans le passé, la compagnie a utilisé d'autres appareils :
- Airbus A310-300
- Airbus A330-200
- Boeing 747
- BAe ATP
- Douglas DC-8
- Fokker F28-4000
- McDonnell Douglas DC-10.

## Destinations

### À l'international
- Londres, Royaume-Uni
- Manchester, Royaume-Uni
- Toronto, Canada
- Singapour, Singapour
- Kuala Lumpur, Malaisie
- Bangkok, Thaïlande
- Hong Kong, Chine
- Katmandou, Népal
- Calcutta, Inde
- New Delhi, Inde
- Mascate, Oman
- Karachi, Pakistan
- Dubaï, Émirats arabes unis
- Abou Dhabi, Émirats arabes unis
- Bahreïn, Bahreïn
- Doha, Qatar
- Koweït, Koweït
- Riyad, Arabie saoudite
- Djeddah, Arabie saoudite

### Vols intérieurs
- Dacca
- Barisal
- Chittagong
- Cox's Bazar
- Jashore
- Râjshâhî
- Saidpur
- Sylhet